# Sciophila habilis
Sciophila habilis är en tvåvingeart som beskrevs av Oskar Augustus Johannsen 1910. Sciophila habilis ingår i släktet Sciophila och familjen svampmyggor.
Artens utbredningsområde är South Carolina. Inga underarter finns listade i Catalogue of Life.